# 사계 (비발디)

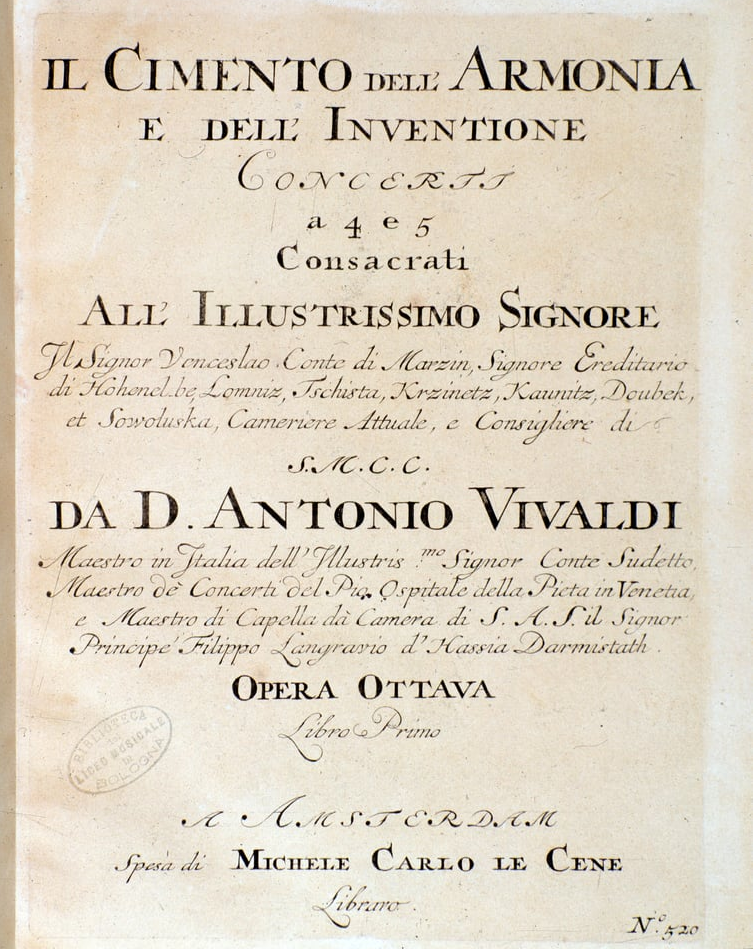

《사계》(四季, 이탈리아어: Le quattro stagioni)는 이탈리아의 작곡가 안토니오 비발디가 1725년에 작곡한 합주협주곡으로 작품 번호는 Opus 8, No. 1-4이다. 비발디의 바이올린 1235 협주곡 중에 가장 유명한 곡으로서 또한 가장 사랑받는 바로크 음악 중 하나이기도 하다. 이 곡은 본래 열두 곡이 포함된 《화성과 창의의 시도》의 일부분으로 출판되었으나, 사계절을 묘사한 첫 네 곡이 자주 연주되면서 현재와 같이 따로 분리되어 사계로 불리게 되었다. 각 곡은 3악장으로 되어 있고, 빠른 악장들 사이에 느린 악장이 하나씩 끼어져 있다. 곡에 "봄", "여름", "가을", "겨울"이라는 제목을 붙인다. 사계를 구성하는 네 개의 협주곡은 각 계절을 잘 묘사하고 있다. 예를 들어 "겨울"은 어둡고 우울한 반면에 "여름"의 1악장은 천둥번개를 떠오르게 한다. 사계에는 작가를 알 수 없는 짧은 시(소네트)가 계절마다 붙어 있으며 그것이 곡의 내용을 설명하고 있다. 이 소네트를 비발디 자신이 썼다는 설도 있다.

## 구성
- 협주곡 1번 마장조, 작품번호 8번, RV. 269 "봄"

1. 알레그로
2. 라르고
3. 알레그로 파스트롤레

- 협주곡 2번 사단조, 작품번호 8번, RV. 315 "여름"

1. 알레그로 논 몰토
2. 아다지오 에 피아노 - 프레스토 에 포르테
3. 프레스토

- 협주곡 3번 바장조, 작품번호 8번, RV. 293 "가을"

1. 알레그로
2. 아다지오 몰토
3. 알레그로

- 협주곡 4번 바단조, 작품번호 8번, RV. 297 "겨울"

1. 알레그로 논 몰토
2. 라르고
3. 알레그로

## 소네트
소네트의 번역은 아래와 같다.
- 봄
  - 제1악장. 따뜻한 봄이 왔다. 새들은 즐겁게 아침을 노래하고 시냇물은 부드럽게 속삭이며 흐른다. 갑자기 하늘에 검은 구름이 몰려와 번개가 소란을 피운다. 어느 덧 구름은 걷히고 다시 아늑한 봄의 분위기 속에 노래가 시작된다.
  - 제2악장. 파란 목장에는 따뜻한 봄볕을 받으며 목동들이 졸고있다. 한가하고 나른한 풍경이다.
  - 제3악장. 아름다운 물의 요정이 나타나 양치기가 부르는 피리소리에 맞춰 해맑은 봄 하늘 아래에서 즐겁게 춤춘다.

- 여름
  - 제1악장. 뜨거운 여름이 다가오면 타는 듯 뜨거운 태양아래 사람도 양도 모두 지쳐버린다. 느닷없이 북풍이 휘몰아치고 둘레는 불안에 휩싸인다.
  - 제2악장. 요란한 더위에 겁을 먹은 양치기들은 어쩔 줄 모르며 시원한 옷을 입으면서 따뜻한 음식을 먹는다.
  - 제3악장. 하늘을 두쪽으로 가르는 무서운 번갯불. 그 뒤를 우레소리가 따르면 우박이 쏟아진다. 잘 익어가는 곡식이 회초리를 맞은 듯 쓰러진다.

- 가을
  - 제1악장. 농부들이 풍성한 수확의 기쁨을 나누며 술과 춤 잔치를 벌인다.
  - 제2악장. 노래와 춤이 끝난 뒤 시원한 가을밤이 찾아들어 마을사람은 느긋한 마음으로 잠자리에 든다.
  - 제3악장. 이윽고 동이 트면 사냥꾼들이 엽총과 뿔피리를 들고 개를 거느린 채 사냥을 떠나 짐승을 뒤쫓는다.

- 겨울
  - 제1악장. 얼어붙을 듯이 차가운 겨울. 산과 들은 눈으로 뒤덮이고 바람은 나뭇가지를 잡아 흔든다. 이빨이 딱딱 부딪칠 정도로 추위가 극심하며 따뜻한 옷을 입으면서 시원한 음식을 먹는다.
  - 제2악장. 그러나 집안의 난롯가는 아늑하고 평화로운 분위기로 가득차 있다. 밖에는 차가운 비가 내리고 있다.
  - 제3악장. 꽁꽁 얼어붙은 길을 조심스레 걸어간다. 미끄러지면 다시 일어나 걸어간다. 바람이 제멋대로 휘젓고 다니는 소리를 듣는다. 이것이 겨울이다. 그렇지만 겨울은 기쁨을 실어다 준다.

이 소네트와 더불어, 비발디는 "멍멍 짖는 개"(봄의 2악장 중), "햇살로 인한 나른함"(여름의 1악장 중), "잠에 빠진 술고래"(가을의 2악장 중)와 같이 곡이 표현하고자 하는 내용들을 지시사항으로 제공하였다. 결국 사계는 음시(tone-poem)이자 표제음악의 한 예로 볼 수 있다.

## 통주저음과 여러 가지 판본
이 곡집은 바로크 시대 작품인 만큼, 최근에는 대개 통주저음(basso continuo)을 살려서 연주하고 있다. 흔히 하프시코드가 통주저음 악기로 사용되고 있지만, 어떤 악보에는 '가을' 을 제외한 나머지 세 곡에 통주저음용 악기로 오르간이 지정되어 있다. 이를 따라 두 사람의 통주저음 건반 주자를 기용해 연주와 녹음을 하는 이들도 있으며, 루이스 카우프만의 최초 녹음과 니콜라우스 아르농쿠르 지휘의 빈 콘첸투스 무지쿠스 녹음도 이러한 경우에 속한다. 하지만 최근에는 악보에 지정된 통주저음용 악기 외에도, 당시 관례로는 클라비코드 등 다른 건반악기들이나 류트, 테오르보 등의 발현악기도 연주자들의 재량과 연주 편성, 장소 등에 따라 임의로 사용할 수 있었다는 것을 반영해 통주저음 악기를 다양하게 도입하거나 연주자를 한번에 2인 이상 쓰는 형태의 연주법도 종종 시도되고 있다. 또 야니너 얀선 같은 바이올리니스트들은 보통 복수의 합주 형태로 연주되는 반주부의 인원을 파트 당 한 명으로 줄여 6~7명의 인원]나 해금 등의 다른 악기들로 편곡해 연주하는 경우도 종종 있다. 한국에서도 최근에 서울 시립 국악관현악단이 국악 관현악용 편곡으로 연주와 녹음을 행해 화제가 되기도 했다.

## 최초 녹음
이 곡집을 가장 유명하게 만든 녹음은 이탈리아 실내악단인 이 무지치와 바이올리니스트 펠릭스 아요가 1955년에 네덜란드 음반사인 필립스와 만든 것이다. 심지어 이 녹음을 '4계' 의 세계 최초 녹음으로 기록하는 문헌도 있지만(영어판 위키 참조), 실제 최초 녹음은 1947년 12월 말에 미국 바이올리니스트 루이스 카우프만이 헨리 스보보다 지휘로 뉴욕 필하모닉의 현악 주자들로 결성한 녹음용 임시 악단인 '콘서트 홀 체임버 오케스트라' 와 미국 음반사인 콘서트 홀에서 취입한 것이다. 그러나 카우프만의 녹음은 비발디의 진본이 아닌, 누군가가 첨삭을 가한 필사본으로 연주되어 현재 통용되는 악보의 연주와 상이한 점이 많이 나타나고 있다. 이러한 점 때문에 이 무지치와 아요의 녹음이 최초 녹음은 아니지만, 원전 악보에 충실하게 연주해 만든 첫 녹음으로 평가받을 수 있다.

## 흥밋거리
- 서울특별시 도시철도공사(현.서울교통공사) 5호선~8호선에서 출발역 안내 방송에 가을 1악장을 사용했다.
- 인천국제공항에서 출발하는 비행기에서는 〈봄〉 1악장을 사용하고 있다.
- 부산교통공사 상행[1], 광주광역시 도시철도공사 상행[2], 대전교통공사 하행[3]에서 가을 1악장을 열차 진입음으로 사용하고 있으며, 현재 부산교통공사 상행 열차 진입음은 갈매기 소리로 변경되었다.